# Newman (Kalifornia)
Newman – miasto w Stanach Zjednoczonych, w stanie Kalifornia, w hrabstwie Stanislaus.